# Principado (Antigua Roma)
El Principado es el período de la historia del Alto Imperio romano que va desde el ascenso de Octavio Augusto (27 a. C.) hasta el año 284 d. C., con el fin de la Crisis del siglo III. El Principado fue seguido por el Dominado.

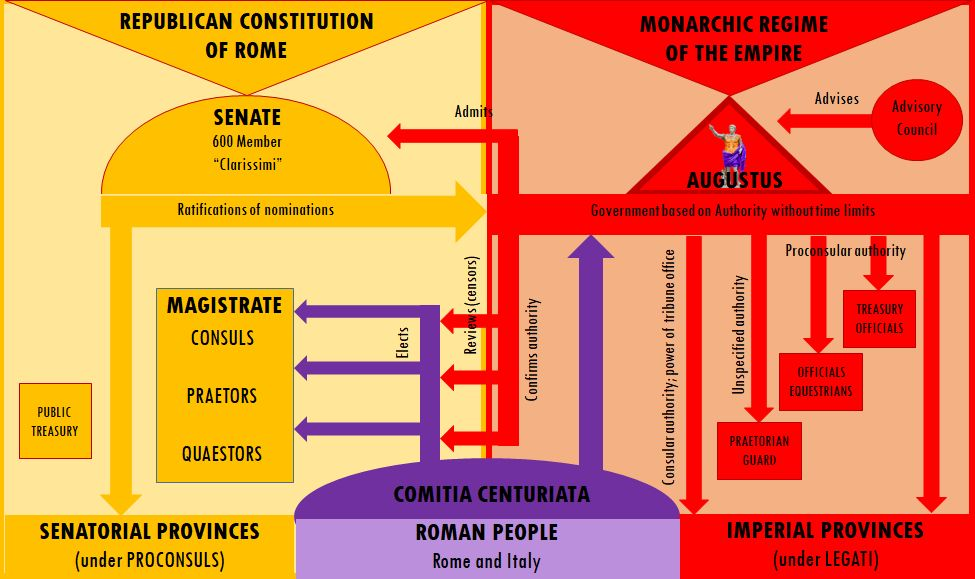
Estructura política del principado bajo Augusto..

Este tipo de gobierno es el resultado de la evolución de las instituciones republicanas, adaptándolas a las provincias imperiales y su propio tesoro (fiscus), y los antiguos organismos con las provincias senatoriales y el aerarium o tesoro público. Pero en la práctica el gobierno es un protectorado, donde el príncipe ostenta todos los poderes (auctoritas, maiestas y potestas) y vigila a las autoridades clásicas.
El Principado fue una monarquía colegiada —a la cual sucede el Dominado que se va a caracterizar por ser una monarquía absoluta sin asociados al gobierno, a diferencia del Principado, que es una democracia autoritaria—. El Principado evolucionó notoriamente hacia una autocracia fundada en el poder militar desde Augusto hasta Diocleciano.
El Principado nació a partir de la acumulación de cargos realizada por el heredero de Julio César, César Augusto, que tras la batalla de Actium (año 31 a. C.) acumuló los poderes de tribuno de la plebe (inmunidad tribunicia y derecho a veto de las decisiones senatoriales), cónsul (gobernante supremo de Roma, comandante en jefe del ejército y promulgador de leyes) y princeps senatus (primer hombre del Senado). Estos cargos fueron los mismos que acumuló el propio Julio César, padre adoptivo de Augusto, durante su mandato como dictador vitalicio y que provocaron que fuera asesinado por una facción conservadora que le acusaba de querer proclamarse rey de Roma.
La razón de que Augusto no fuera asesinado de igual forma se debió a la manera en que adquirió esos cargos y el título que se dio a sí mismo como nuevo autócrata de la Antigua Roma.